# Après la nuit
Pour la série de 2025, voir Après la nuit (série télévisée).
Pour plus de détails, voir Fiche technique et Distribution.
Après la nuit (Até ver a luz) est un film dramatique suisse écrit et réalisé par Basil da Cunha, sorti en 2013.

## Synopsis
À sa sortie de prison, un dealer s'établit dans un bidonville de Lisbonne, parmi les migrants capverdiens.

## Fiche technique
- Titre original : Até ver a luz
- Titre français : Après la nuit
- Titre québécois :
- Réalisation : Basil da Cunha
- Scénario : Basil da Cunha
- Direction artistique : Carlos Baessa De Brito
- Décors :
- Costumes :
- Montage : Basil da Cunha, Emilie Morier et Renata Sancho
- Musique :
- Photographie : Patrick Tresch
- Son : Philippe Ciompi et Adrien Kessler
- Production : Élodie Brunner, Thierry Spicher et Elena Tatti
- Sociétés de production : Box Productions
- Sociétés de distribution :  Filmcoopi /  Urban Distribution International
- Pays d’origine :  Suisse
- Budget :
- Langue : Portugais
- Durée : 95 minutes
- Format :
- Genre : Film dramatique
- Dates de sortie
  -  France : mai 2013 (festival de Cannes 2013)
  -  Suisse : 29 mai 2013

## Distribution
- Pedro Ferreira : Sombra
- Joao Veiga : Olos
- Nelson da Cruz Duarte Rodrigues : Nuvem
- Paulo Ribeiro : Mix

## Distinctions
- Festival de Cannes 2013 : en compétition dans la section « Quinzaine des réalisateurs »